# مایکل کورتیز
مایکل کورتیز (به انگلیسی: Michael Curtiz) (۲۴ دسامبر ۱۸۸۶–۱۰ آوریل ۱۹۶۲) کارگردان مجاری-آمریکایی بود.
او از سال ۱۹۱۲ در اروپا مشغول فیلم‌سازی بود و تا قبل از مهاجرت به آمریکا نزدیک به ۵۰ فیلم ساخته بود. در هالیوود نیز بیش از صد فیلم کارگردانی کرد که در فهرست آثارش شاهکار جاودان تاریخ سینما کازابلانکا و فیلم‌های موزیکال معروفی مثل «کریسمس سفید» و «یانکی دودل دنی» را دارد.

## آثار

### فیلم‌شناسی
- زن مطلوب (۱۹۲۷)
- کشتی نوح (۱۹۲۸)
- جاذبه‌های شهر بزرگ (۱۹۳۰)
- شهردار جهنم (۱۹۳۳) کارگردانی به همراه آرچی مایو
- ناخدا بلاد (۱۹۳۵) با بازی ارول فلین و اولیویا دی هاویلند
- فرشتگانی با چهره‌های زشت (۱۹۳۸) با بازی جیمز کاگنی و هامفری بوگارت
- چهار دختر (۱۹۳۸)
- ماجراهای رابین هود (۱۹۳۸) با کارگردانی مشترک ویلیام کیلی، با بازی ارول فلاین
- شهر داج (۱۹۳۹) با بازی ارول فلاین و بروس کابوت
- کازابلانکا (۱۹۴۲) با بازی هامفری بوگارت و اینگرید برگمن
- نقطه فروپاشی (۱۹۵۰)
- سینوهه (۱۹۵۴)
- پسری از اکلاهما (۱۹۵۴)
- ما فرشته نیستیم (۱۹۵۵) با بازی هامفری بوگارت و پیتر اوستینوف
- پادشاه خانه‌به‌دوش (۱۹۵۶)
- شاه کروئل (۱۹۵۹)